# Ustaz Mohammed Yusuf
Ustaz Mohammed Yusuf (Girgir, 29 gennaio 1970 – Maiduguri, 30 luglio 2009) è stato un terrorista nigeriano, guida spirituale e fondatore nel 2002 della setta islamista Boko Haram, protagonista di attentati contro forze dell'ordine e cristiani, venuta sotto i riflettori internazionali con lo scoppio nel luglio 2009 di un intenso quanto breve periodo di instabilità civile che ha portato all'uccisione di oltre 700 persone in tutta la Nigeria.

## Biografia

### Credenze religiose
In un'intervista del 2009 per la BBC, Yusuf dichiarò che la convinzione della sfericità della Terra insieme all'anticreazionismo di Charles Darwin e la teoria secondo cui la pioggia nasce dall'acqua per poi evaporare col Sole fossero contrarie all'Islam.

### Morte
Yusuf fu arrestato dalla forza di sicurezza nigeriana insieme ad altri esponenti della setta a Maiduguri il 28 luglio 2009. Fu ucciso due giorni dopo la sua presa in custodia, probabilmente durante un tentativo di evasione dalla prigione. Gli è succeduto il suo compagno Abubakar Shekau, per lungo tempo considerato morto assieme a Yusuf.